# Парусные ящерицы
Парусные ящерицы, или парусохвостые ящерицы (лат. Hydrosaurus) — род ящериц из семейства агамовых, обитающий в Юго-Восточной Азии, выделяемый в монотипное подсемейство Hydrosaurinae.

## Внешний вид
Крупные ящерицы, длиной до 110 см (тело без хвоста до 36 см). Голова короткая и приплюснутая. Туловище плотное, высокое, сжато с боков. Задние ноги сильные, с лопастями из плоских чешуй по краям. Хвост толстый и длинный. Вдоль шеи и спины имеется гребень из крупных зазубренных чешуй. У самцов гребень в передней половине хвоста переходит в кожную складку, покрытую мелкой чешуёй. Складка поддерживается в вертикальном положении длинными остистыми отростками хвостовых позвонков, напоминая парус. Высота «паруса» до 10 см, у самок он слабо выражен. Цвет кожи бурый, оливковый, коричневатый с зеленоватым оттенком.

## Распространение
Виды этого рода обитают на островах Юго-Восточной Азии: от Филиппин на севере до Сулавеси и Новой Гвинеи на юге.

## Образ жизни
Предпочитают дождевые и мангровые леса, где держаться на деревьях около рек. На ветвях они греются на солнце, а в случае опасности ныряют в воду и затаиваться под камнями. Благодаря своему хвосту парусные ящерицы хорошо плавают даже при сильном течении. Кроме того, они могут пробегать небольшие расстояния по поверхности воды, как василиски. Пища большей частью растительного происхождения: листья, плоды (особенно фиги) и семена. Молодые особи и, реже взрослые, могут поедать мелких насекомых.
Все виды яйцекладущие. Самки раз в год откладывают до 12 яиц в коллективных кладках в песке по берегам рек.
На парусных ящериц охотятся ради белого мяса.

## Классификация
В род включают 5 видов:
- Hydrosaurus amboinensis (Schlosser, 1768) — Молуккская парусная ящерицаtypus
- Hydrosaurus celebensis (Peters, 1872)
- Hydrosaurus microlophus (Bleeker, 1860)
- Hydrosaurus pustulatus (Eschscholtz, 1829) — Филиппинская парусная ящерица
- Hydrosaurus weberi Barbour, 1911 — Парусная ящерица Вебера

## Галерея

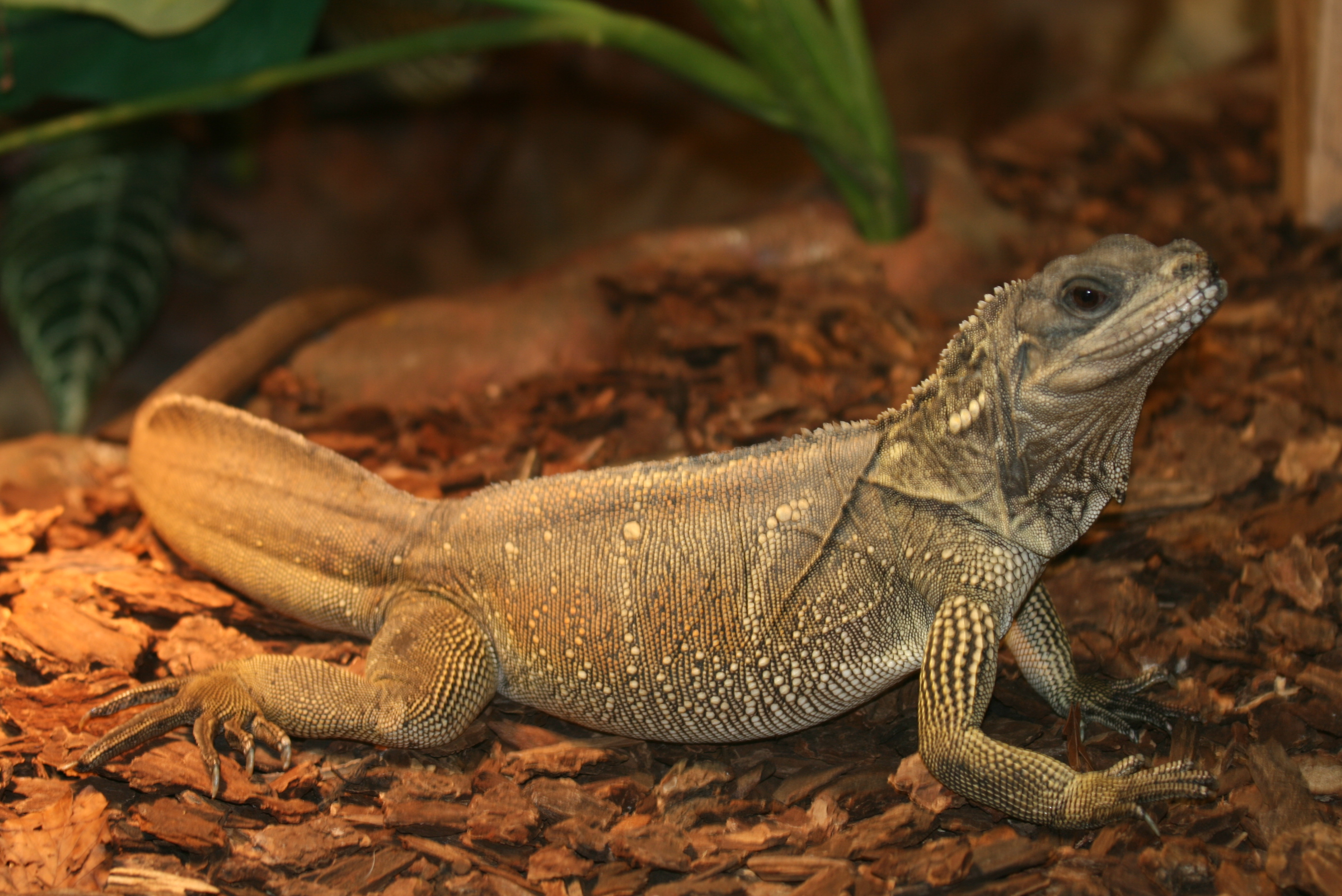
Молуккская парусная ящерица
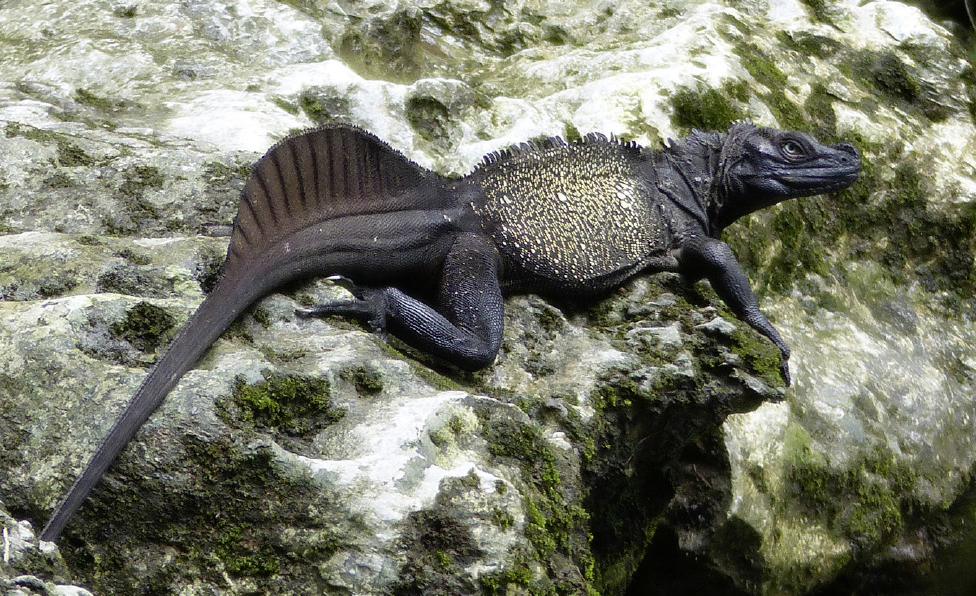
Самец Hydrosaurus celebensis
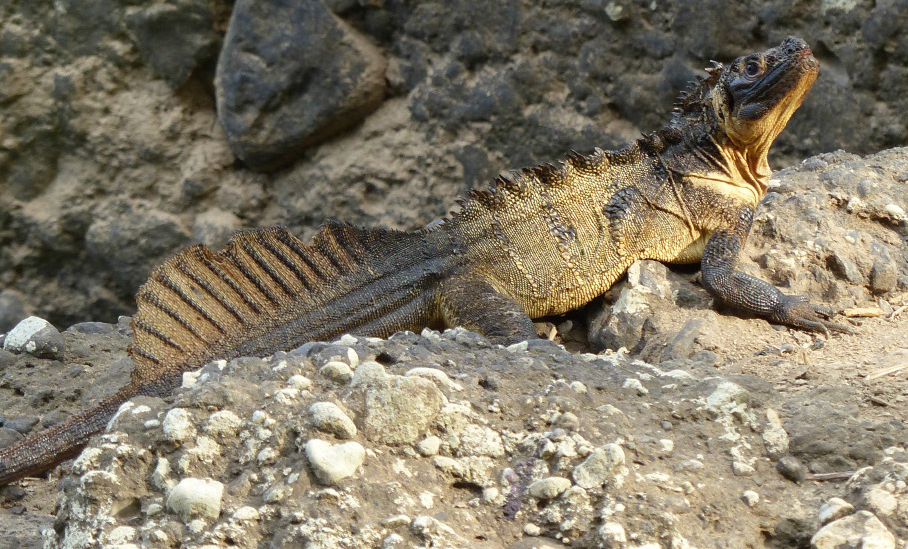
Самец Hydrosaurus microlophus
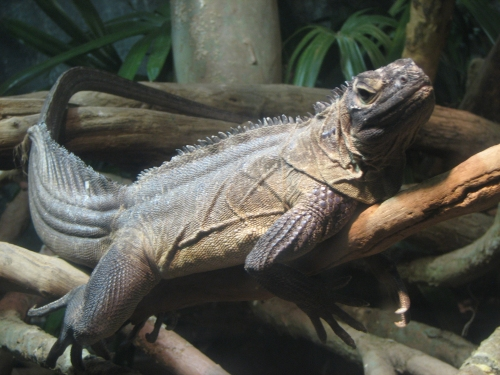
Филиппинская парусная ящерица
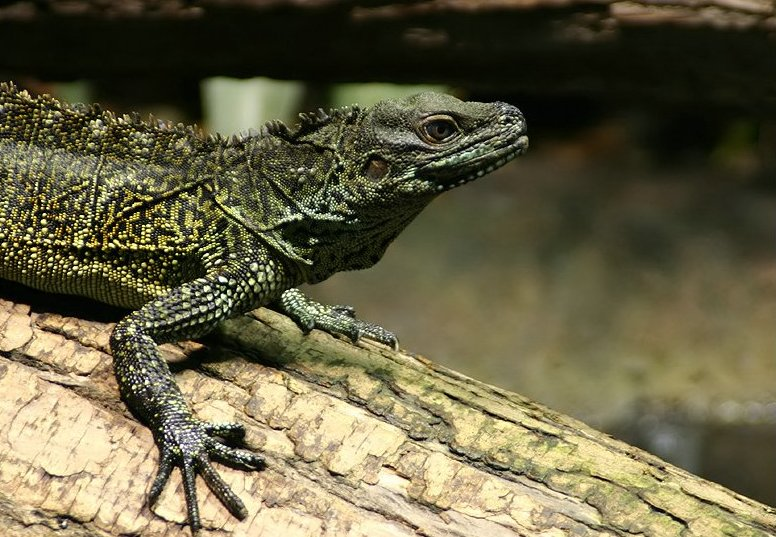
Парусная ящерица Вебера